# Setembro Amarelo

Símbolo da campanha, que inclui o laço amarelo, símbolo do movimento

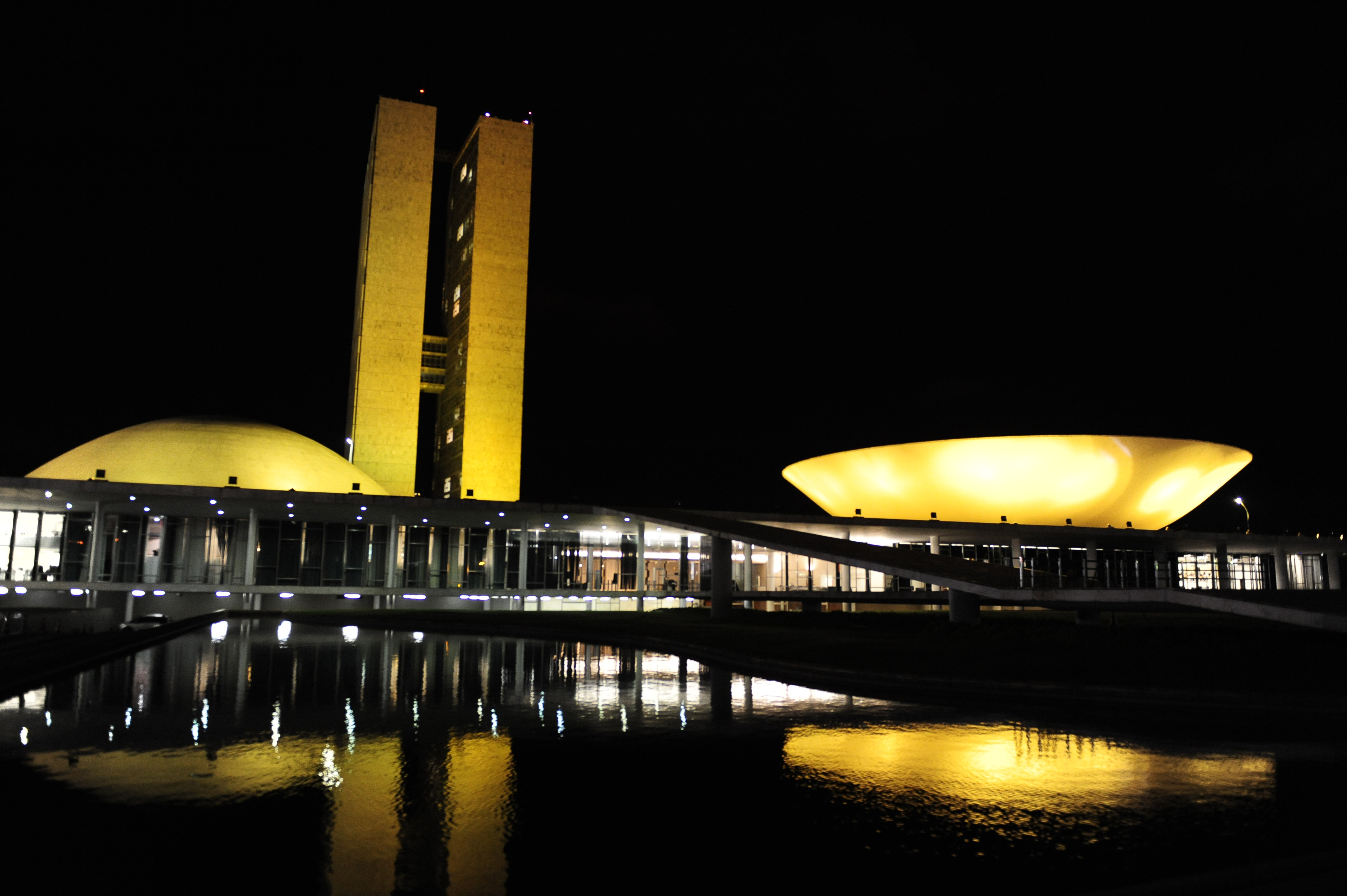
Congresso Nacional em apoio à campanha em 2015.

Setembro Amarelo é uma campanha brasileira de prevenção ao suicídio, iniciada em 2015. O mês de setembro foi escolhido para a campanha porque, desde 2003, o dia 10 de setembro é o Dia Mundial de Prevenção do Suicídio.
Ao contrário de outras campanhas como o Dezembro Vermelho e o Outubro Rosa, o Setembro Amarelo não é reconhecido oficialmente em âmbito nacional por meio de lei federal. Contudo, esse reconhecimento já ocorreu localmente em estados, como em Santa Catarina em 2018, e em vários municípios, que instituíram oficialmente a campanha.
Durante o mês da campanha, costuma-se iluminar locais públicos com a cor amarela. Por exemplo, em 2015 foram iluminados o  Cristo Redentor (RJ), o Congresso Nacional (DF), o Estádio Beira Rio (RS), entre outros. A ideia é promover eventos que abram espaço para debates sobre suicídio e divulgar o tema alertando a população sobre a importância de sua discussão.

## Origem
O Setembro Amarelo é uma iniciativa do Centro de Valorização da Vida (CVV), do Conselho Federal de Medicina (CFM) e da Associação Brasileira de Psiquiatria
Segundo a Associação Catarinense de Psiquiatria, a cor da campanha foi adotada por causa da história que a inspirou:
Em 1994, um jovem americano de apenas 17 anos, chamado Mike Emme, tirou a própria vida em seu Mustang 1968 amarelo. Seus amigos e familiares distribuíram no funeral cartões com fitas amarelas e mensagens de apoio para pessoas que estivessem enfrentando o mesmo desespero de Mike, e a mensagem foi se espalhando mundo afora.
O carro era um Mustang 68, restaurado e pintado de amarelo pelo próprio Mike. Os pais de Mike, Dale Emme e Darlene Emme, iniciaram a campanha do programa de prevenção do suicídio "fita amarela", ou "yellow ribbon", em inglês.

## Dados sobre o suicídio
No Brasil, o suicídio é considerado um problema de saúde pública e sua ocorrência tem aumentado muito entre jovens. De acordo com números oficiais, 32 brasileiros tiram a própria vida por dia em média, causando mais mortes que a AIDS e a maioria dos tipos de câncer. De acordo com um relatório da Organização Mundial da Saúde (OMS) de 2014, o Brasil está em oitavo dentre os países com maior número de suicídios, atrás de Índia, China, Estados Unidos, Rússia, Japão, Coreia do Sul e Paquistão.
O Rio Grande do Sul tinha a maior taxa, com 10,2 suicídios por cem mil habitantes:
|                | Unidade federativa | Taxa  |
| -------------- | ------------------ | ----- |
| 1º             | Rio Grande do Sul  | 10,18 |
| 2º             | Mato Grosso do Sul | 8,66  |
| 3º             | Santa Catarina     | 8,58  |
| 4º             | Piauí              | 7,19  |
| 5º             | Roraima            | 6,76  |
| 6º             | Ceará              | 6,68  |
| [...]          |                    |       |
| 25º            | Pará               | 2,79  |
| 26º            | Bahia              | 2,78  |
| 27º            | Rio de Janeiro     | 1,36  |
| Fonte: deepask |                    |       |

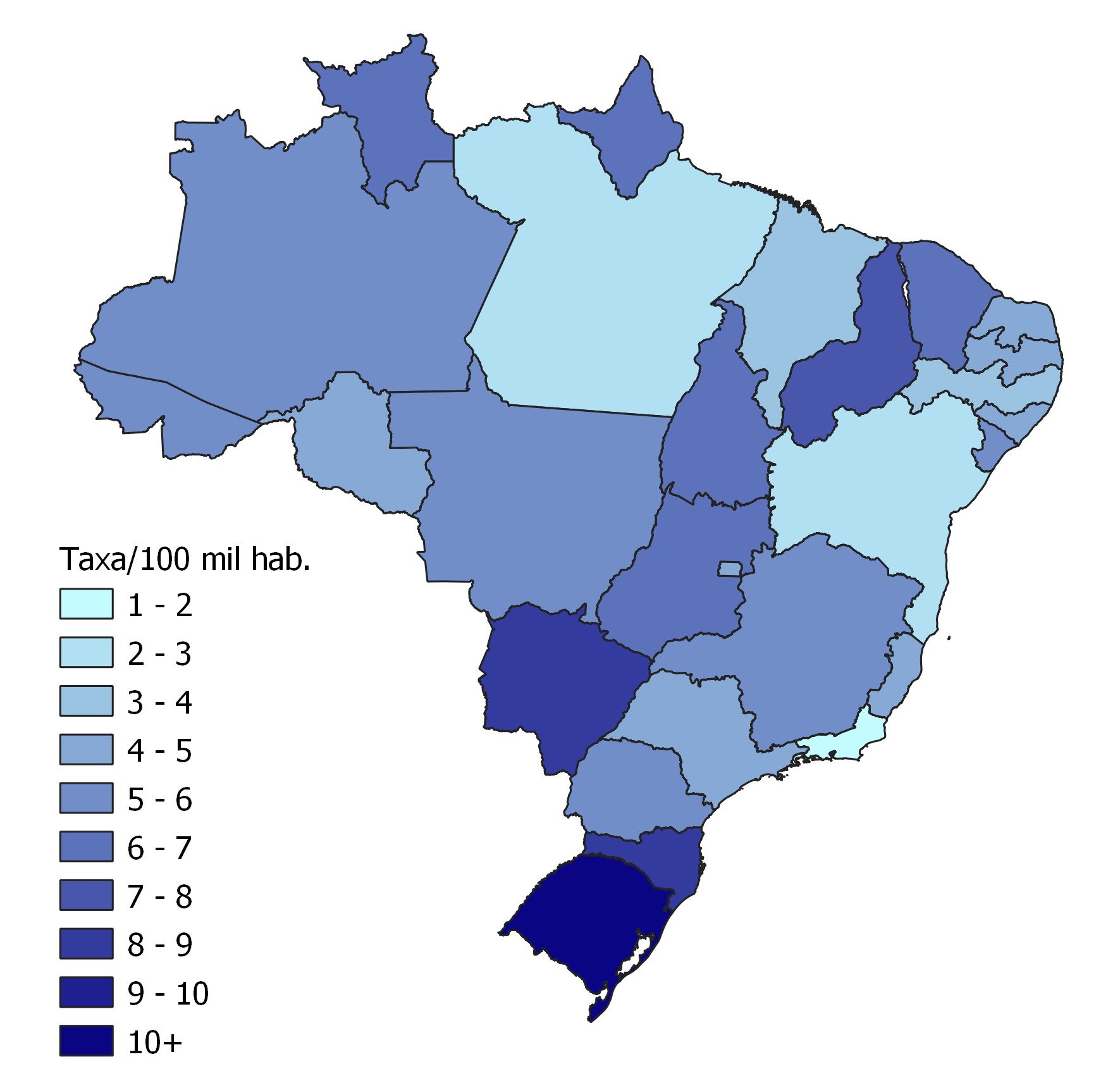
Suicídios no Brasil por 100 mil habitantes em 2013

No mundo, o suicídio é a terceira causa de morte entre jovens de 15 a 29 anos e a sétima causa de morte de crianças entre 10 e 14 anos de idade. A OMS também afirma que o suicídio tem prevenção em 90% dos casos.

## Suicídio e imprensa
Muitos acreditam que abordar suicídio na imprensa pode, de alguma forma, aumentar a incidências de casos no local. Todavia, é preciso falar corretamente sobre o assunto, de modo a evitar que informações inadequadas cheguem à população e aumentem o estigma relacionado aos transtornos mentais.
Pensando nisso, a Associação Brasileira de Psiquiatria lançou, em 2016, juntamente com o Conselho Federal de Medicina, a cartilha "Cartilha – Comportamento suicida: conhecer para prevenir", um manual direcionado aos profissionais da imprensa". Nela, podem ser encontradas dicas de como abordar o assunto sem desrespeitar as orientações da OMS.

## Setembro Amarelo em Portugal
Em 2017, a campanha Setembro Amarelo foi dinamizada pela primeira vez em Portugal na cidade de Beja. A organização do evento esteve a cargo da Unidade Local de Saúde do Baixo Alentejo (ULSBA) e da associação ARIS da Planície.